# چورمونت
چورمونت (به فرانسوی: Chèvremont) یک کمون (فرانسه) در فرانسه است که در Canton of Danjoutin واقع شده‌است. چورمونت ۸٫۸۳ کیلومتر مربع مساحت دارد.